# Noll tolerans
Noll tolerans är en svensk action-thrillerfilm som hade Sverigepremiär den 29 oktober 1999 i regi av Anders Nilsson med Jakob Eklund i huvudrollen som Johan Falk. Filmen följdes av flera andra i samma serie, med flera av samma skådespelare.

## Handling
Vid juletid sker ett rånmord i en juvelerarbutik på Avenyn i centrala Göteborg. Kriminalinspektör Johan Falk (Jakob Eklund), som handlat på Burger King mittemot, tar upp jakten på förövarna i bil och hinner ifatt dem vid Nordstan. Falk lyckas skjuta en av gärningsmännen, medan den andra tar en kvinna (Marie Richardson) med barn som gisslan. Det finns fyra vittnen på plats, men brottslingen skjuter en man för att skapa en distraktion och lyckas därefter fly. Polisen får goda signalement från tre vittnen och kan identifiera krögaren och gangstern Leo Gaut (Peter Andersson) som den kvarvarande gärningsmannen. 
Dagen därpå tar samtliga tre vittnen tillbaka sina vittnesmål och Gaut tvingas släppas i brist på bevis. Falk, som vägrar släppa fallet, besöker Gaut i hans hem och förklarar att han vet att Gaut lyckats hota vittnena. Falk besöker de tre vittnena och försöker få dem att ändra sig, men överraskas av att Gaut anmält honom för misshandel. Med spår från Falks besök hos Gaut ser bevisningen stark ut, och Falk flyr från tingsrätten och går under jorden för att kunna reda ut både hur Gaut kunnat få tag på adresserna till vittnena och hur vittnena åter ska kunna förmås att tala sanning.

## Rollista i urval
| Jakob Eklund                | – Kriminalinspektör Johan Falk              |
| Peter Andersson             | – Leo Gaut                                  |
| Marie Richardson            | – Helén Andersson                           |
| Jacqueline Ramel            | – Kriminalinspektör Anja Månsdottir         |
| Fredrik Dolk                | – Kriminalinspektör Peter Kroon             |
| Lennart Hjulström           | – Jourkommissarie Ola Sellberg              |
| Stig Torstensson            | – Edvin Josefsson, vittne                   |
| Hanna Alsterlund            | – Nina Andersson                            |
| Torkel Petersson            | – Urban                                     |
| Erik Ståhlberg              | – Hasse                                     |
| Hans Mosesson               | – Chefsåklagare Lindbeck                    |
| Claudio Salgado             | – Aron Dimitrijevic                         |
| Helén Söderqvist-Henriksson | – Eva Gaut                                  |
| Margita Ahlin               | – Britta Ohlsson                            |
| Eivin Dahlgren              | – Leos advokat                              |
| Kristian Lima de Faria      | – Uno, bartendern                           |
| Maria Hörnelius             | – Länspolismästare Franzén                  |
| Johan Kylén                 | – Tattoo-Sixten                             |
| Jerker Fahlström            | – Polisinspektör Borglund                   |
| Maria Lindström             | – Polisassistent Annika Steen               |
| Mats Blomgren               | – Johans advokat                            |
| Jill Ung                    | – Rättens ordförande                        |
| Jan-Erik Emretsson          | – Internutredare Häll                       |
| Jan Coster                  | – Internutredare Wallén                     |
| Niclas Fransson             | – Spanare Adolfsson                         |
| Lo Ping Wai                 | – Chen Li, vittne                           |
| Sven-Åke Wahlström          | – Polisinspektör Göransson                  |
| Tind Soneby                 | – Carolin Gaut, Leos dotter                 |
| Marcus Palm                 | – Piketpolis                                |
| Jonas Karlzén               | – Spanare Fröjd                             |
| Anette Sevreus              | – Spanare Holm                              |
| Johan Holmberg              | – Samuelsson, kriminaltekniker              |
| Lars Lundgren               | – Per-Olof Svensson, jultomten och stuntman |
| Jonna Ekdahl                | – Polisassistent i gränden                  |
| Angelika Roberts            | – Lieselott                                 |
| Sonny Johnson               | – Thorsen                                   |
| Sara Sommerfeld             | – Tanja                                     |

## Mottagande
På Guldbaggegalan 2000 nominerades Noll tolerans för bästa film, bästa regi, bästa manliga huvudroll (Jakob Eklund), bästa manliga biroll (Peter Andersson) och bästa foto.

### Fotnoter
1. ↑  ”Noll tolerans”. Svensk filmdatabas. 29 oktober 1999. http://www.sfi.se/sv/svensk-filmdatabas/Item/?itemid=40601&type=MOVIE&iv=Basic. Läst 2 oktober 2016.